# Stefan Brecht
Stefan Sebastian Brecht (Berlino, 3 novembre 1924 – New York, 13 aprile 2009) è stato un poeta, critico teatrale e filosofo statunitense d'origine tedesca.

## Biografia
Figlio del drammaturgo Bertolt Brecht e dell'attrice Helene Weigel, dopo aver soggiornato a Praga e Svendborg per sfuggire alle persecuzioni naziste, nel 1941 giunse con la famiglia a Santa Monica, in California e, terminata la seconda guerra mondiale, decise di rimanere negli Stati Uniti contrariamente ai suoi genitori che tornarono in Germania.
Dopo aver conseguito un M.A. all'Università della California con una tesi su Hegel e un dottorato di ricerca in filosofia a Harvard, soggiornò a lungo a Parigi prima di trasferirsi definitivamente a New York negli anni '60 e concentrare la sua attività nello studio del nascente teatro sperimentale quale il Theatre of the Ridiculous, il Bread and Puppet Theater e i lavori di Robert Wilson.
Pubblicò tre raccolte di poesie e insegnò filosofia all'Università di Miami.
Nel 2001 gli venne diagnosticata la Parkinson, che lo stroncò all'età di 84 anni a New York il 13 aprile 2009. 

## Vita privata
Si sposò due volte: la prima con la costumista Mary McDonough, la seconda con Rena Gill.

## Opere principali

### Raccolte di poesie
- Stefan Brecht: Poems (1978)
- Gedichte (1984)
- 8th Avenue Poems (2006)

### Saggi
- The Theatre of Visions: Robert Wilson (1972)
- Queer Theatre (1982)
- Bread and Puppet Theatre (1987)
- Bedlam Days: The Early Plays of Charles Ludlam and The Ridiculous Theatrical Company (2019)

### Libri fotografici
- 8th Avenue (2006)

### Opere tradotte in italiano
- Nuovo teatro americano, 1968-1973, Roma, Bulzoni, 1974 traduzione di Caterina e Masolino d'Amico